# Gelgia
Gelgia er i nordisk mytologi navnet på det endeled i Gleipner som Fenrisulven blev bundet med.
| Nordisk mytologi | Spire Denne artikel om nordisk religion og mytologi er en spire som bør udbygges. Du er velkommen til at hjælpe Wikipedia ved at udvide den. |